# 威廉王縣 (維吉尼亞州)
威廉王县（英語：King William County）是美國維吉尼亞州東部的一個縣。面積740平方公里。根據美國2000年人口普查，共有人口13,146人。縣治威廉王村（King William）。
成立於1700年12月5日。縣名紀念英王威廉三世。